# غريغوري إشنك
غريغوري إشنك (بالإسبانية: Gregory Echenique)‏ مواليد 23 نوفمبر 1990 في فنزويلا، هو لاعب كرة سلة فنزويلي. بدأ مسيرته الاحترافية في سنة 2013. يلعب في الدوري الفنزويلي لكرة السلة كلاعب وسط. يحمل الرقم 0. يبلغ طوله 6 قدم 9 بوصة (2.1 م). مثّل منتخب بلاده. شارك في دورة الألعاب الأولمبية الصيفية سنة 2016.

## المسيرة الاحترافية
لعب مع نيكار ريزن لودفيغسبورغ في الدوري الألماني في سنة 2013، ثم لعب مع نادي أوستند لكرة السلة في سنة 2014، ثم لعب مع نادي جاورس دي لارا لكرة السلة في سنة 2014.

## روابط خارجية
- غريغوري إشنك على موقع الاتحاد الدولي لكرة السلة (الإنجليزية)
- غريغوري إشنك على موقع الدوري الأوروبي لكرة السلة (الإنجليزية)
- غريغوري إشنك على موقع دوري كرة السلة الياباني للمحترفين (اليابانية)
- غريغوري إشنك على موقع سبورتس رفرنس (الإنجليزية)
- غريغوري إشنك على موقع كرة السلة الأوروبية.كوم (الإنجليزية)
- غريغوري إشنك على موقع DraftExpress.com (الإنجليزية)
- غريغوري إشنك على موقع كلية كرة السلة في سبورتس رفرنس.كوم (الإنجليزية)
- غريغوري إشنك على موقع ريلجم (الإنجليزية)
- غريغوري إشنك على موقع بروبوليرز (الإنجليزية)
- غريغوري إشنك على موقع سبورتس رفرنس (الإنجليزية)